# Taylorconcha serpenticola
Taylorconcha serpenticola är en snäckart som beskrevs av Hershler, et al. 1994. Taylorconcha serpenticola ingår i släktet Taylorconcha och familjen tusensnäckor. IUCN kategoriserar arten globalt som sårbar. Inga underarter finns listade i Catalogue of Life.